# Asignatura aprobada
Asignatura aprobada es una película española de 1987 dirigida por José Luis Garci y escrita por el propio director junto a Horacio Valcárcel. La película fue nominada al premio Óscar y Garci ganó el Goya al mejor director, teniendo la película otra nominación a la mejor dirección de producción.

## Argumento
Tras el fracaso de su última obra y el abandono de su mujer, José Manuel Alcántara decide irse de Madrid a Asturias para vivir una vida tranquila como colaborador de radio y prensa. Sin embargo, sus errores del pasado vendrán, como su hijo roquero y su antiguo amor.

## Reparto
| Actor                 | Personaje                      |
| --------------------- | ------------------------------ |
| Jesús Puente          | José Manuel Alcántara          |
| Victoria Vera         | Elena Álvarez                  |
| Teresa Gimpera        | Lola                           |
| Eduardo Hoyo          | Edi                            |
| Pastor Serrador       | Bit part                       |
| Ana Rosa Quintana     | Ana Rosa Quintana              |
| Manuel Lorenzo        |                                |
| Pablo Hoyos           |                                |
| Santiago Amón         |                                |
| Juan Cueto            |                                |
| Silverio Cañada       |                                |
| José Manuel Fernández |                                |
| Pedro Lazaga          |                                |
| Andrés Presumido      |                                |
| Fernando P. Pieri     | Locutor concierto de Año Nuevo |
| Joaquín Carballino    |                                |
| Pedro Infanzón        |                                |
| Primitivo Rojas       | Locutor de anuncio de radio    |

## Producción
El proyecto nació de una conversación con el exfutbolista y por aquel entonces gerente del Sporting de Gijón José Manuel Fernández y de una frase que escribió en el hotel de la Reconquista de Oviedo antes de ir a entregarle el Premio Príncipe de Asturias de las Artes a Luis García Berlanga que decía: "Siempre han sobrado dos días en mi vida, dos días completamente inútiles, ayer y mañana". Garci había dicho que hasta que no dimitiese o cediese José María Calviño como director general de RTVE no seguiría haciendo cine, y, a los pocos días de que lo hiciera, puso en marcha el proyecto.
El rodaje se llevó a cabo en Asturias, sobre todo en la ciudad de Gijón, entre el 2 de noviembre y el 23 de diciembre de 1986. La película contó con un presupuesto de 150 millones de pesetas. La actriz Encarna Paso no pudo participar por su trabajo en el teatro, recayendo el papel en Teresa Gimpera.

## Palmarés cinematográfico
Premios Óscar
| Categoría                          | Resultado |
| ---------------------------------- | --------- |
| Mejor película de habla no inglesa | Nominada  |

II edición de los Premios Goya
| Categoría                     | Persona         | Resultado |
| ----------------------------- | --------------- | --------- |
| Mejor director                | José Luis Garci | Ganador   |
| Mejor dirección de producción | Mario Morales   | Nominado  |

- Otros premios
  - Premio ADIRCAE a la mejor dirección: José Luis Garci.
  - Premio ACE (Nueva York): Mejor actriz secundaria: Teresa Gimpera.